# Brittiska Formel Ford 2008
Brittiska Formel Ford 2008 vanns i suverän stil av Wayne Boyd. Tim Blanchard gjorde en bra andra halva utan att vara riktigt nära. För första gången någonsin körde denna anrika serie utomlands; i samband med en historisk festivalhelg på Spa-Francorchamps i Belgien.

## Delsegrare
| Bana           | Vinnare          | Vinnare          | Vinnare          |
| -------------- | ---------------- | ---------------- | ---------------- |
| Oulton Park    | Wayne Boyd       | Wayne Boyd       | Tim Blanchard    |
| Knockhill      | Wayne Boyd       | Wayne Boyd       | Wayne Boyd       |
| Croft          | Wayne Boyd       | Wayne Boyd       | Chris Maliepaard |
| Brands Hatch   | Wayne Boyd       | Wayne Boyd       | -                |
| Rockingham     | Tim Blanchard    | Chris Maliepaard | Wayne Boyd       |
| Snetterton     | Wayne Boyd       | Chris Maliepaard | -                |
| Spa            | Wayne Boyd       | Wayne Boyd       | -                |
| Brands Hatch   | Adrian Campfield | Victor Corrêa    | -                |
| Silverstone    | Tim Blanchard    | Marco Sørensen   | -                |
| Donington Park | Victor Corrêa    | David Brown      | David Brown      |

## Slutställning
| Plats | Förare           | Poäng |
| ----- | ---------------- | ----- |
| 1     | Wayne Boyd       | 659   |
| 2     | Tim Blanchard    | 584   |
| 3     | Chris Maliepaard | 473   |
| 4     | Victor Corrêa    | 410   |
| 5     | Linton Stuteley  | 409   |
| 6     | Matt Hamilton    | 370   |